# Sarcosperma kontumense
Sarcosperma kontumense är en tvåhjärtbladig växtart som beskrevs av François Gagnepain och André Aubréville. Sarcosperma kontumense ingår i släktet Sarcosperma och familjen Sapotaceae.
Artens utbredningsområde är Vietnam. Inga underarter finns listade i Catalogue of Life.